# スターティングブロック

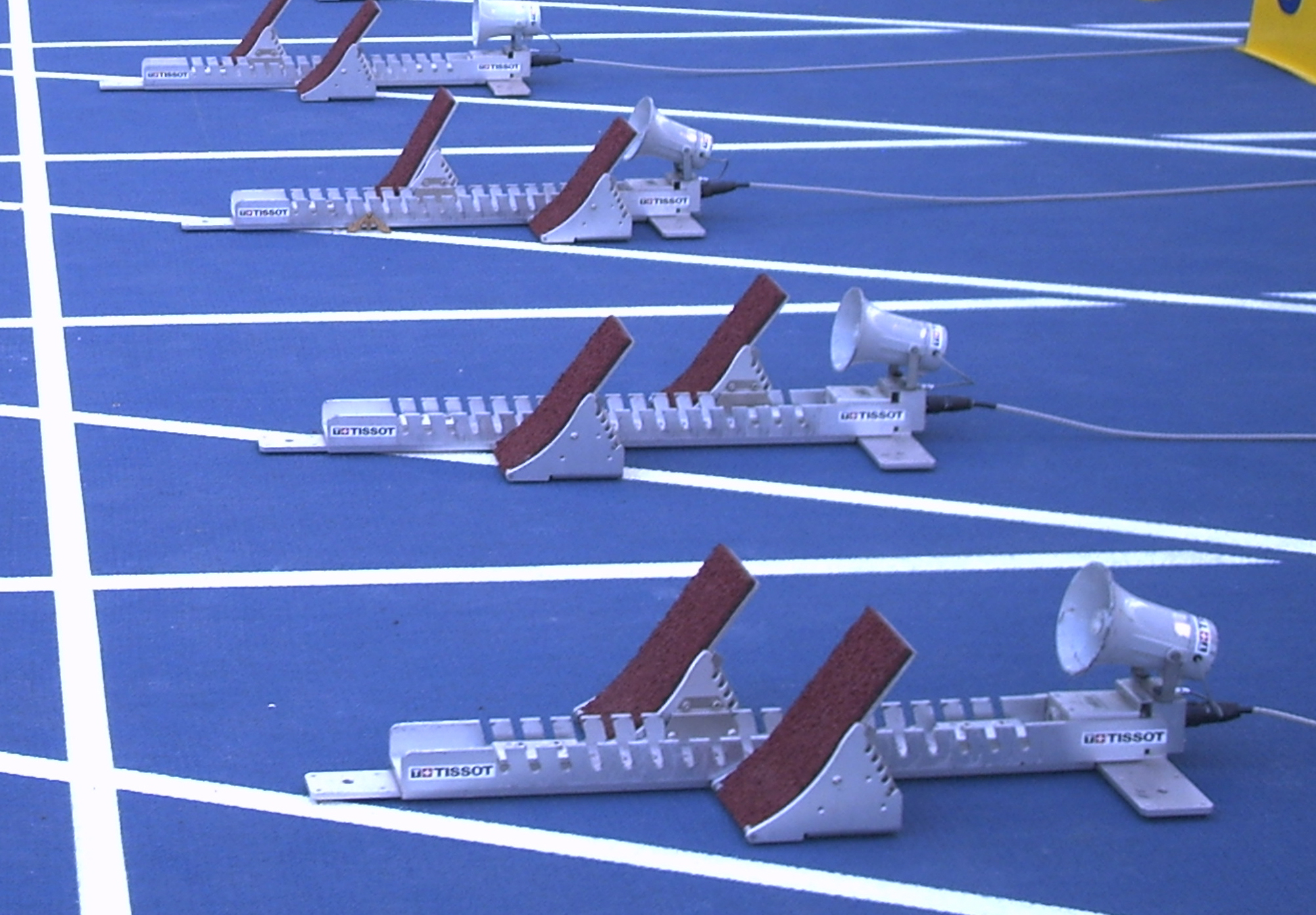
スターティングブロック

スターティングブロック（Starting blocks）は、陸上競技の短距離走でクラウチングスタートを行う際に使用されるスポーツ器具。通常、スタブロと略される。

## 歴史

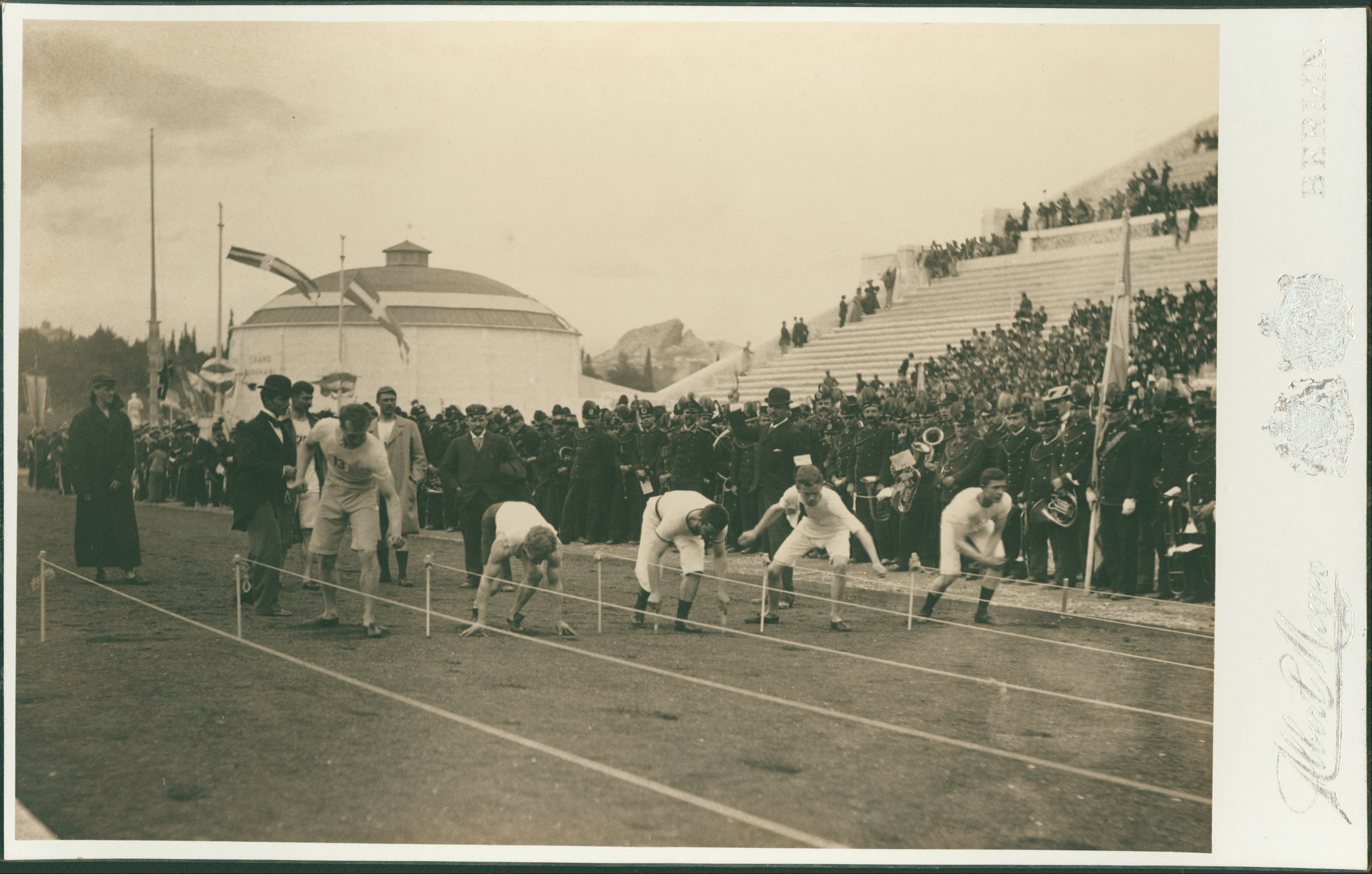
様々な姿勢によるスタートが見られる1896年アテネオリンピックの100m競走。この当時はスターティングブロックが存在しなかった。

- 1929年（昭和4年）- アメリカのオハイオ州大学の協議会で、初めてスターティングブロックが使用される。それまでは足場を固めるため地面に穴が掘られていた。
- 1948年（昭和23年） - ロンドンオリンピックにて、スターティングブロックが公式採用される。
- 1949年（昭和24年）3月20日 - 東京陸上競技協会記録会を中央大学練馬競技場（現在の練馬総合運動場）で開き、日本で初めて、スターティングブロックが使用される。

## 概要
選手はスタート前にブロックの足を置く部分の位置とブロックの角度を調節し、競技に挑む。スタートの際は、ブロックを強く蹴ることで瞬時に勢いをつけることができる。また、大会などではブロックにかかる圧力の変化から選手の反応速度を測定する「スタート・インフォメーション・システム」という仕組みが採用されている。

## 使用競技
スターティングブロックの使用は競技ルールで定められており、400mまでの競走に使用を義務付けており、それ以外の競走では使用できないとしている。
主な使用競技
- 100メートル競走
- 200メートル競走
- 400メートル競走
- 100メートルハードル
- 110メートルハードル
- 400メートルハードル
- 400メートルリレー
- 1600メートルリレー